# Egerský hrad

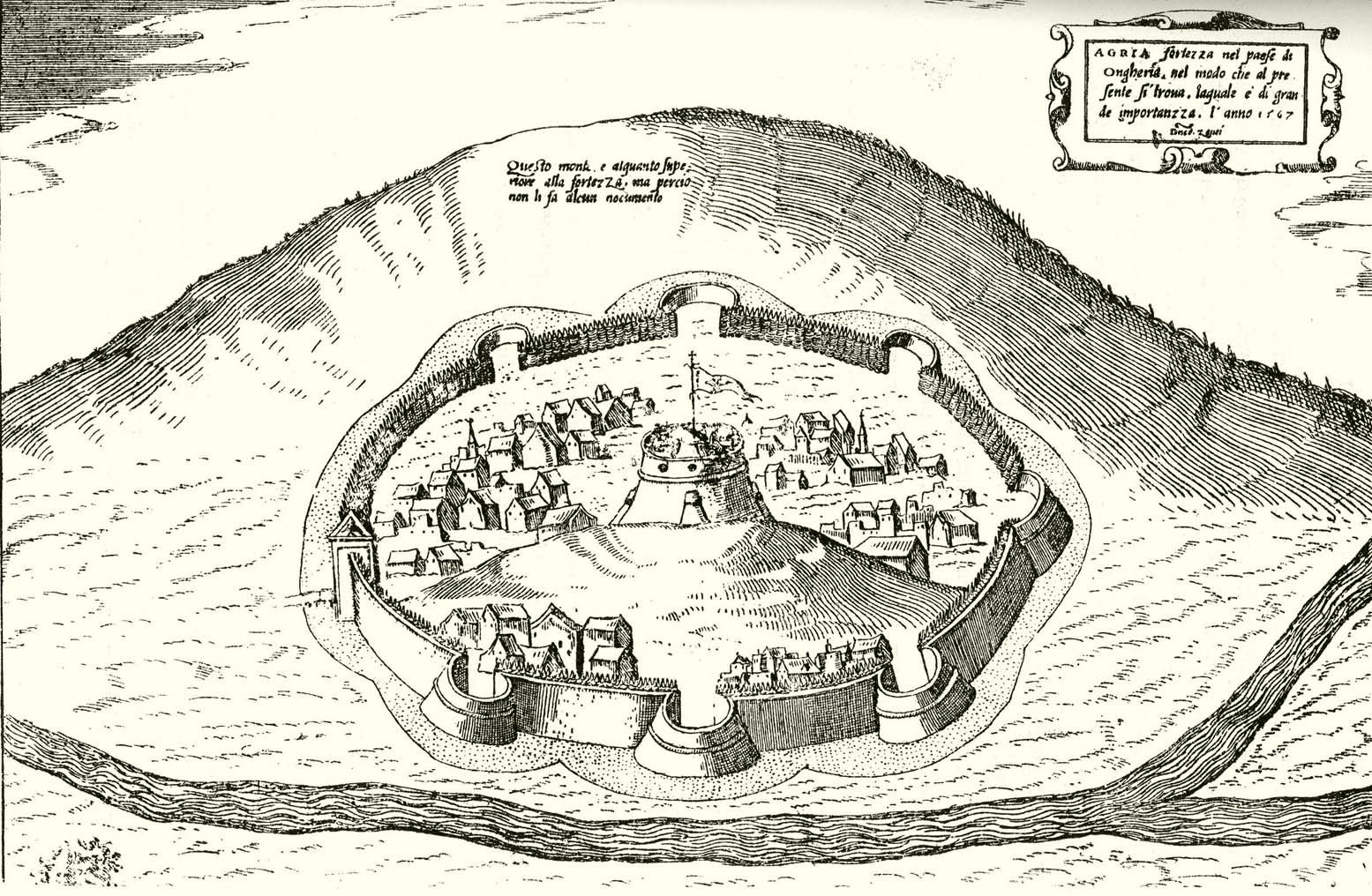
Veduta ze 16. století

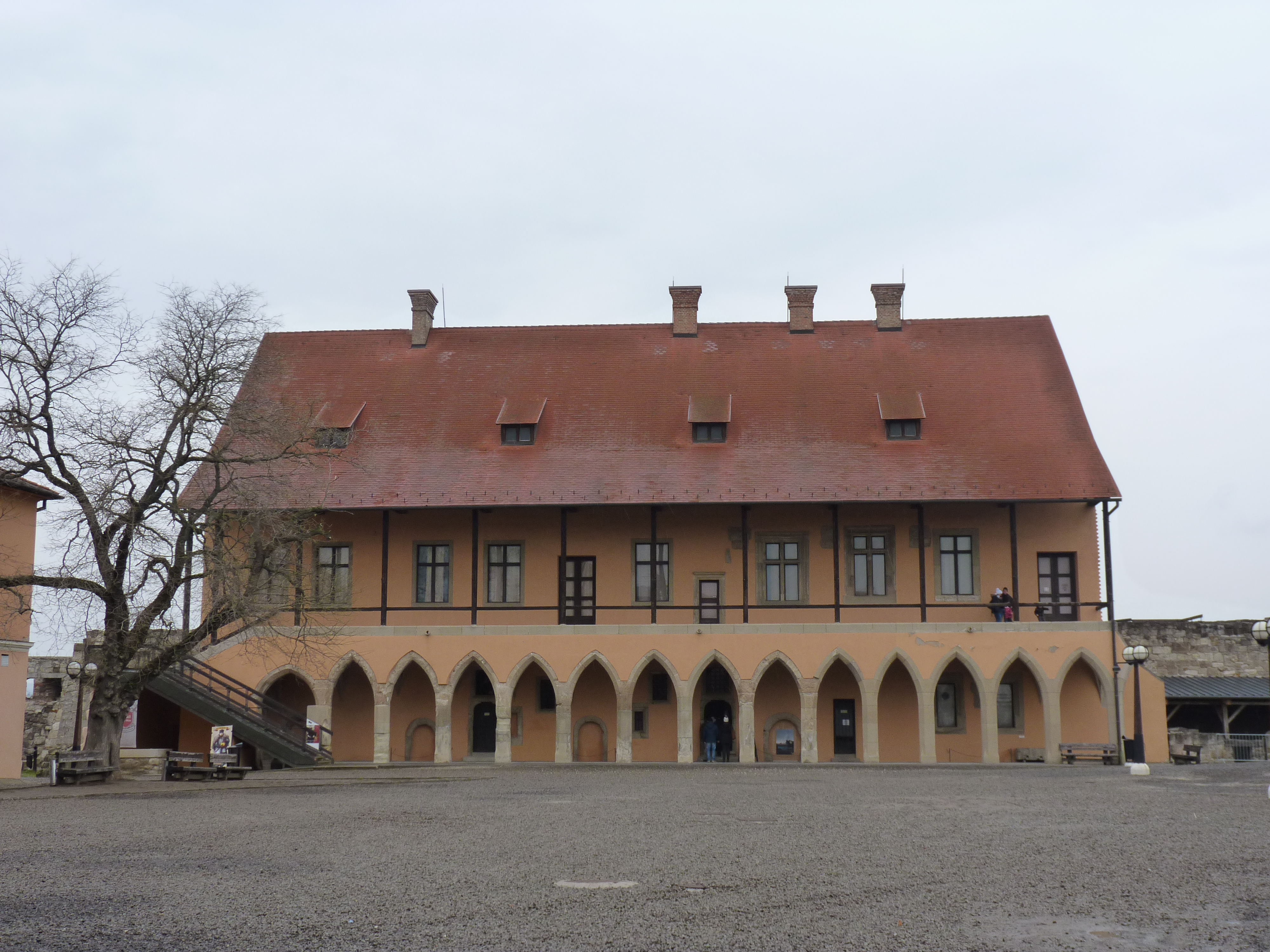
Biskupský palác

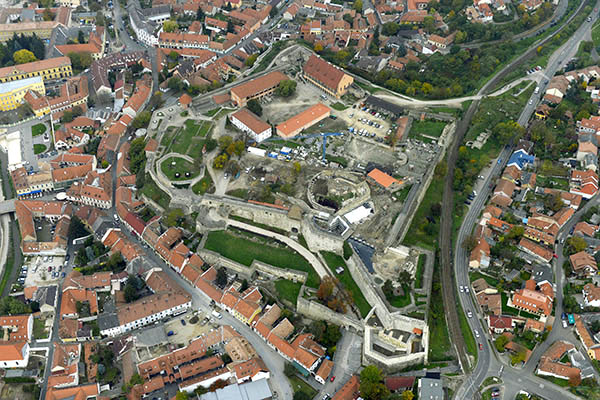
Letecký pohled na hrad

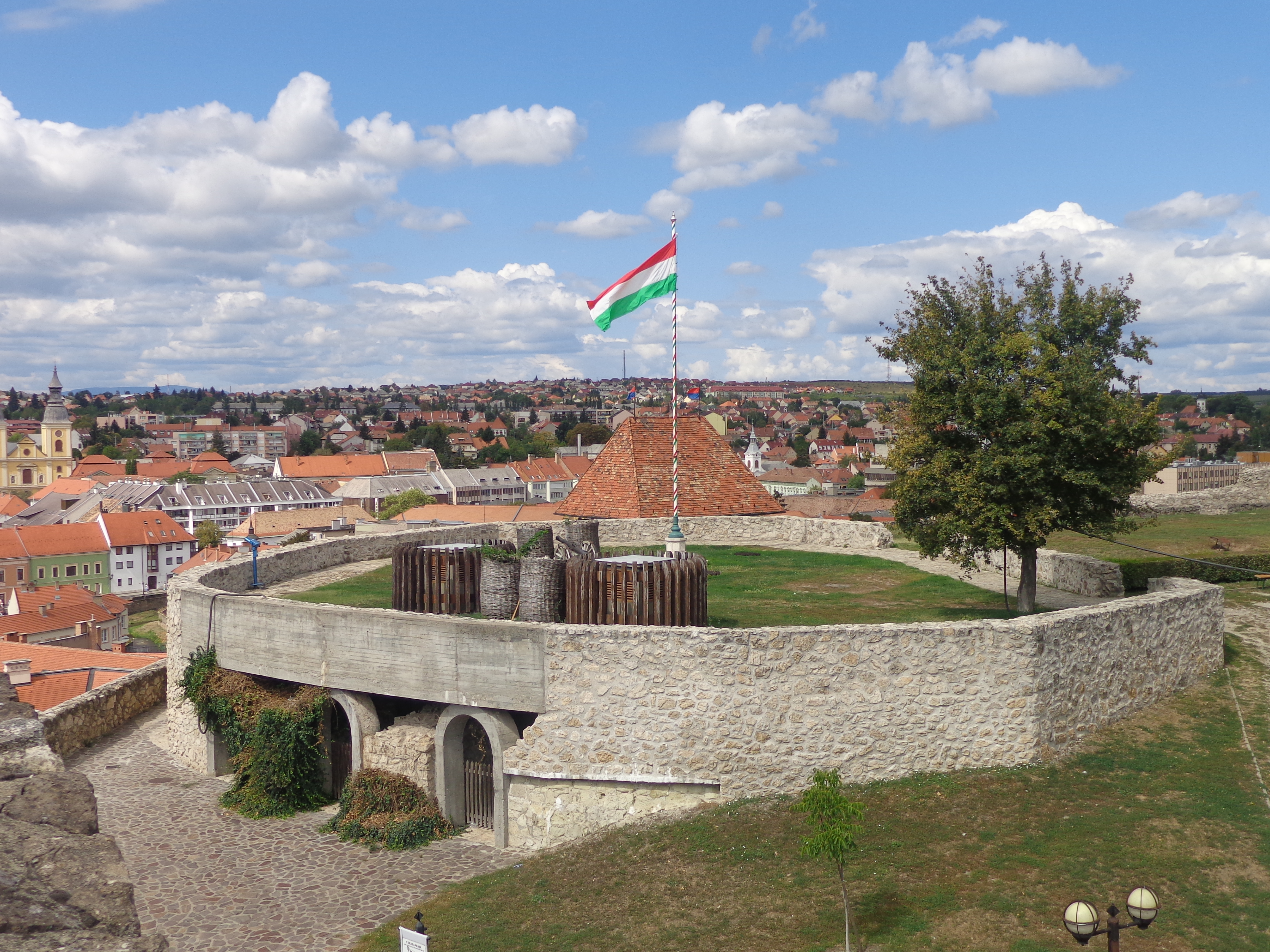
Bastion hradu a maďarská vlajka

Egerský hrad (maďarsky Egri vár) je středověký hrad, který se nachází v maďarském městě Egeru. Proslavil se hrdinskou obranou proti Turkům v roce 1552 a má klíčovou roli v dějinách města.

## Poloha
Komplex se nachází v historickém centru Egeru na pevnostním vrchu, přesněji mezi samotným středem města a lokalitou Sánc, resp. Almagyar. Je hlavní dominantou města. Areál má ve směru západ-východ délku 240 m a ve směru sever-jih 200 m.

## Podoba pevnosti
Pevnost má podobu nepravidelného pětiúhelníku. V jejích rozích jsou umístěny jednotlivé bastiony. Hlavní vstup do hradu směřuje od jihovýchodu (z Dobóva náměstí. Hrad má celkem dvoje hradby; vnitřní a vnější zeď. Jednotlivé bašty jsou následující:
- bašta Varkocs, postavená roku 1542 podle stavitele Alessandra Vedaniho.
- Gergelyho bašta, postavená v letech 1553 až 1555, jejíž architekt byl Bornemissza Gergely)
- Sándorova bašta, postavená v letech 1542–1548, architektem byl rovněž Alessandro Vedani.
- bašta Zárkandy, postavená roku 1556
- Tömlöc, nacházející se na severním okraji vnější zdi. Původně byla středověká a byla přestavěná v 16. století podle Vedaniho projektu.
- Földbastya, podle projektu Ottavia Baldigary a vedení Jacopem Falubresem.

Mezi budovy v areálu hradu patří následující:
- Jednopatrový starý biskupský palác (někdy též gotický palác[4] – maďarsky Gótikus palota), který stojí v severozápadní části vnitřní části hradu. Dochovala se jen jeho západní část a přízemí. Stavba z roku 1470[5] je gotická, některé detaily byly později přestavovány v 18. století. Původně si dům nechal zbudovat v roce 1470 biskup János Beckensloer. Chodba krytá křížovou klenbou je do jisté míry původní. V objektu se nachází náhrobek Istvána Dobó, obklopují jej sochy hrdinů z Egeru.[1] Na pamětní desce jsou uvedena jména obránců. V areálu se nachází také expozice historie tohoto hradu.
- Gotický dům, který byl přistavěn k západní hradní zdi.
- Bývalé kasárny, postavené po roce 1970, kde se nachází umělecká galerie.
- V centrální části hradu se nachází pozůstatky středověké baziliky, které dnes jsou odhalené a přístupné veřejnosti.[5]

Na jedné z bašt se nachází rovněž i křížová cesta.

## Historie

### Nejstarší období

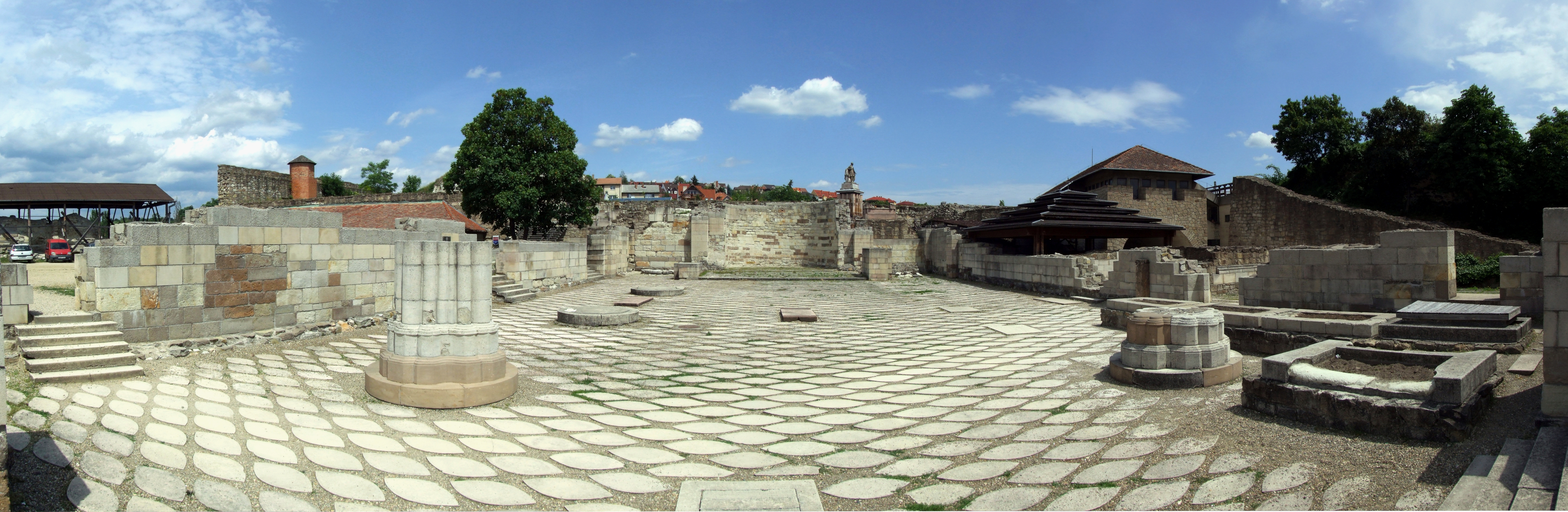
Pozůstatky baziliky

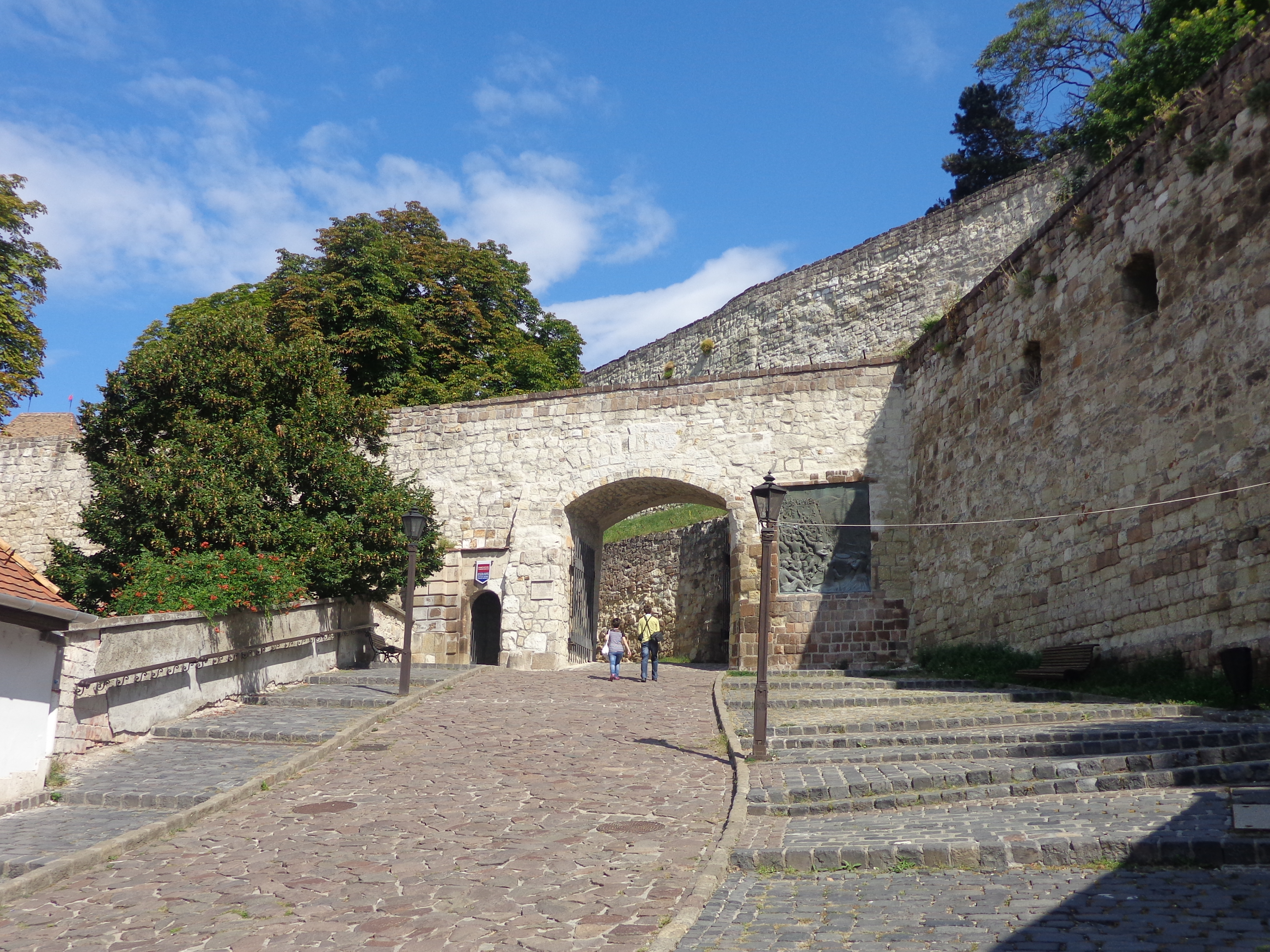
Hradní brána z jižní strany

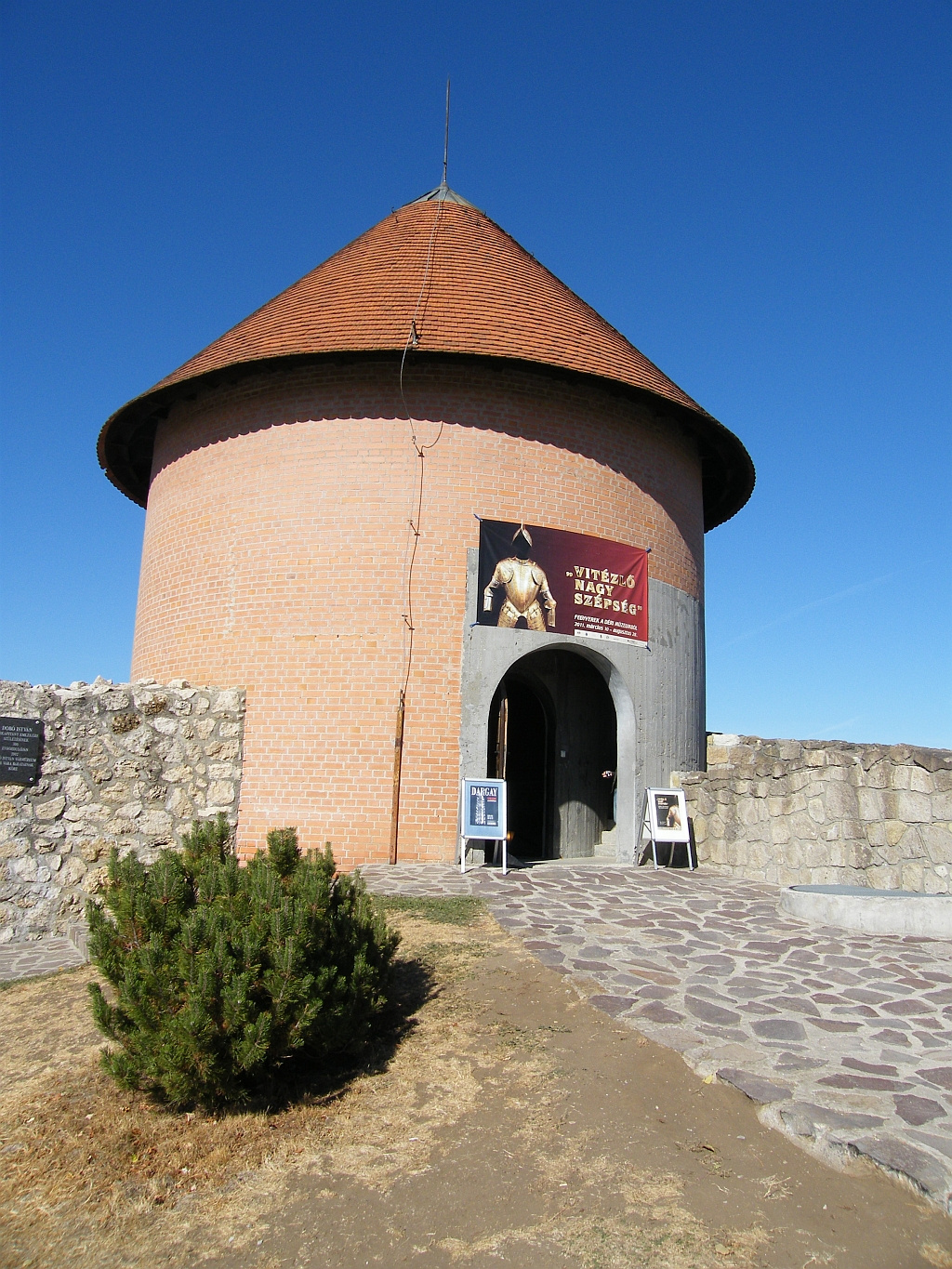
Kruhová věž

Již v 11. století sídlilo biskupství v domě v lokalitě dnešního hradu. Stála zde také rotunda, postavená v 10. nebo 11. století. Na stavbu dohlížel údajně sv. Štěpán. Postupně přibývaly různé další okolní domy, např. pro služebnictvo a pracovníky biskupství. Většina budov byla postavena ze dřeva a z hlíny velmi primitivními postupy. Archeologické průzkumy nalezly reliéf z období cca roku 1200.
Na konci uvedeného století zde byla postavena trojlodní bazilika v románském stylu. Zasvěcena byla Janu Evangelistovi. Během mongolského vpádu do Evropy v roce 1241 byla vypleněna a další domy srovnány se zemí. Vše ostatní bylo zničeno. 
Pevnost byla postavena ve 13. století nedlouho po uvedeném vpádu. O výstavbu žádal biskup Lampert tehdejšího uherského krále. Důvodem pro obnovu byla mimo jiné potřeba obrany horních Uher před dalšími případnými útoky. Stavba byla zahájena v roce 1248. Dělo se tak postupně v ruinách stavby původní, ještě ve 14. století zde stály trosky, které kdysi odkazovaly na časy mongolského útoku.
Ve čtrnáctém a patnáctém století se pevnost postupně rozvíjela a uvnitř bylo postaveno několik budov, včetně gotického biskupského paláce a katedrály, která se nicméně do dnešních dnů nedochovala. 
Také bazilika byla ve 14. století přebudována do částečně gotické podoby. V následujícím století byla zahájena její přestavba do podoby skutečného gotického chrámu, nicméně dokončena byla pouze východní část (presbytář). 

### Modernizace a turecká obléhání
Na počátku století šestnáctého byl hrad přestavěn a získal svou současnou podobu. Jeho správce Varkoch se pokusil o rozdělení opevnění na vnější a vnitřní část. Připravil také novou baštu. V roce 1549 se po pustošení centrální části Uher místní připravovali na vpád. Hrad byl zásoben potravinami pro případ obléhání a vybudována byla i nová obranná věž. Vzhledem k rozvoji dělostřelecké techniky se jako velký problém stavby ukázalo její umístění – z nedalekého vrcholu s názvem Almagyar východně od hradu (který byl výše položen) bylo možné egerský hrad úspěšně ostřelovat.
V roce 1552 jej oblehla turecká armáda čítající asi 40 000 mužů. Proti ní stálo asi 2000 obránců vedených Istvánem Dobó. I přes velkou početní převahu se Turkům nepodařilo pevnost dobýt a po pětitýdenním obléhání byli nuceni ustoupit; navíc utrpěli velké ztráty. Zdi pevnosti byly zčásti zbořeny. Věž, kde byl skladován střelný prach, vybuchla. Obléhání ukončila mimo jiné také zima. Turci měli navíc málo dělových koulí pro zničení hradních zdí. Ty se ukázaly být pevnější, než se zdálo.
Obrana pevnosti Eger byla popsána na stránkách slavného románu Gézy Gardónyho s názvem Egerské hvězdy. Román byl zfilmován v roce 1968 režisérem Zoltánem Varkónyim.
Obráncům pevnosti bylo jasné, že se turecký útok může opakovat. Proto bylo opevnění opět dáváno do původního stavu. Přestavba byla prováděna za pomocí italských stavebníků. Vznikly také kasematy. Práce probíhaly okolo roku 1560. Díky tomu se podařilo navýšit posádku hradu na 7 tisíc lidí. Používal se střelný prach, vzniklo zde jeho skladiště. Působili zde mistři z dnešního Německa i Rakouska.

### Hrad pod tureckou mocí
Při druhém tureckém obléhání v roce 1596 nicméně pevnost padla a Eger se stal součástí Osmanské říše. Během té doby nicméně vzhledem k pohraniční poloze (jedna z nejsevernějších tureckých hranic) nicméně Turci opevnění udržovali a rozšiřovali. Postavili areál, který je dnes nazýván jako turecká zahrada. Turecký správce (Paša Arnaut) si zde nechal zřídit lázně (hamam). Přibyly zde také četné mešity a minarety, které se nicméně do současné doby (až na jediný minaret) nedochovaly.
Události dvou bitev zdokumentoval ve svých zápiscích i turecký cestovatel Evlija Čelebi, který si poznamenal, že v roce 1552 (959 dle islámského kalendáře) dobývající vojsko nedokázalo přečkat po 40 dnech bojů tuhou zimu. Po druhém boji podle Čelebiho bylo město dobyto mohutným ostřelováním, nejprve byl obsazen vnější a potom vnitřní hrad. Křesťanští obránci nakonec měli z hradu uprchnout, Čelebi také dokumentoval, jak noví páni hradu omilostnili některé z obránců. Následně bylo v pevnosti dislokováno vojsko z Anatolie.
V Osmanské říše zůstal hrad až do roku 1687, kdy Turky vyhnala rakouská armáda. Tomu předcházelo dlouhé obléhání, při němž se Habsburkové snažili posádku hradu vyhladovět. Z hlediska vojenské strategie nakonec nebylo obsazení hradu tolik složité, neboť pevnost byla zoufale zastaralá z obranného hlediska. Pro vydání hradu (a podhradí) byla sepsána smlouva, na základě níž bylo umožněno Turkům odejít, ale také tomu, kdo chtěl i zůstat. Na základě několikabodové dohody potom poslední turecký správce Rustem předal Habsburkům klíče od hradu.

### Opuštěná pevnost
Habsburkové po znovuobsazení pevnosti nařídili její zničení, aby nepadla do cizích rukou. Proto byly v roce 1701 zbourány vnější hradby hradu a zůstal víceméně pouze jen vnitřní hrad. Prozíravost rozhodnutí vídeňského dvora byla v tomto případě značná, neboť, během Rákócziho vzpoury se hradu zmocnili vzbouřenci. Podoba pevnosti z této doby byla zachována na nákresech, které vypracoval Ferdinand Zinzendorf a které byly mimo jiné nalezeny v Národní knihovně v Praze v roce 2019 a v rakouském vojenském archivu ve Vídni o tři roky dříve.
Nějakou dobu se zde měnili majitelé stavby. V roce 1735 začala římskokatolická církev bourat další zdi hradu a pozůstatky místních budov. Historický význam budovy si uvědomil tehdejší arcibiskup János Pyrker a nařídil zastavení všech prací.
V roce 1835 byla v místě bývalé baziliky vztyčena socha svatého Štěpána. Vznikla v místě, kde údajně měl dohlížet na stavbu původní rotundy.
V následujícím období byly kameny z hradu použity také jako stavební materiál pro nové barokní stavby v Egeru. Úpadek hradu pokračoval až do 19. století, kdy byly na místě bývalé katedrály konečně provedeny první průzkumy. Tato zjištění inicioval maďarský nadporučík János Balogh z vlastní iniciativy a svým nákladem v roce 1881 vydal publikaci s názvem Dějiny Egerváru. Toto odstartovalo zájem o dějiny tohoto objektu a jeho historický význam. Bylo zjištěno, že podzemní chodby z hradu vedly pod městem 4 kilometry. Nalezena byla také velká podzemní místnost se sloupořadím. 

### 20. století
Části bašty Zárkandy byly zničeny v letech 1906–1907 při výstavbě železniční trati do Putnoku, která od té doby prochází východní částí stavby. V roce 1974 se bašta Dobó částečně zřítila, ale v 90. letech byla znovu obnovena.
Po znárodnění v roce 1947 nebyla kasemata objektu využívána, konstrukce chátrala a byla prohlášen za životu nebezpečný. Na konci 70. let byla zpevněn železobetonovou konstrukcí a nebezpečné úseky byly zabetonovány tak, aby se stavby na povrchu nepropadly. Tunely ale nebyly izolovány proti vlhkosti, takže podzemní voda prosakuje betonem dodnes. Vzhledem k podloží z vápence zde vznikla v podzemí řada krasových útvarů.

### 21. století
Rekonstrukce hradu byla zahájena v roce 2009 a první etapa, dokončená na konci roku 2014, zahrnovala rekonstrukci Turecké zahrady, která byla po desetiletí pro návštěvníky uzavřena, výstavbu příkopu, arzenálu, výměnu inženýrských sítí a rekonstrukci Krásné bašty (maďarsky Szép bastya). Jedná se o nejvýše položenou baštu v hradě. Ve druhé etapě, dokončené ke dni 8. května 2016, byl zpřístupněn také hrad z budovy na ulici Dobó 12 rozšířením přístupové chodby. Její část byla veřejnosti přístupná již dříve, ale původní jižní konec se zřítil při obléhání hradu v roce 1596, takže tato část se stala po 420 letech opět přístupnou. V rámci rekonstrukce byly také obnoveny kasematy, odstraněny průsaky a zveřejněny části podzemí, které dosud byly uzavřené. Díky tomu se mohl rozšířit výstavní prostor v podzemí o tři nové expozice.
Hrad Eger se v roce 2014 stal národní památkou jako pietní místo za vítězství nad tureckým vojskem v roce 1552.
Neustálé přestavby a modernizace původní stavby nicméně vedly k nespojenosti návštěvníků, kteří navíc považovali vstupné v původní výši za příliš vysoké, vzhledem k tomu, že některé části objektu byly uzavřeny.
Od roku 2016 byl hrad v rámci Národního hradního programu i nadále obnovován. Maďarský stát vyčlenil 1,5 miliardy forintů na obnovu jižní brány a vznik nového návštěvnického centra. Renovována byla také bašta Zárkandy. Financování podpořila i Evropská unie a celý projekt měl hodnotu 1,8 miliard HUF. Rekonstrukce probíhala ve spolupráci s rakouskou institucí NÖF.
Rekonstrukce byla dokončena v květnu 2023.

## Využití
Dnes hrad slouží jako muzejní komplex. V biskupském paláci se nachází muzeum Istvána Dóbó (maďarsky Dobó István vármúzeum), v areálu se také nachází muzeum voskových figurín a umělecká galerie. Bašty pevnosti a podzemní kasematy (maďarsky kazamaták) jsou přístupné turistům.
Nachází se zde také kino pod širým nebem. Jedna z bašt také slouží jako vyhlídka na historické centrum Egeru a umístěna je zde maďarská vlajka. V maďarštině je pak neformálně přezdívaná jako vršek s vlajkou (maďarsky Zászlódomb).
V pevnosti byl v roce 1922 pohřben spisovatel Géza Gardóni.
Každý říjen se zde koná Den hradu (maďarsky vár napja) spojený s festivalem. Během festivalu připomíná události bitvy výstřel z děla v 15 hodin 52 minut, jako připomínka roku 1552.

## V kultuře
Kromě již zmíněného románu Egerské hvězdy byl také dějištěm filmu. Pro potřeby filmařů nicméně byla vybudována replika egerského hradu blíže Budapešti. 

## Doprava
Hrad je z jižní strany přístupný pro pěší a ze severovýchodní pro vozidla. Tam se nachází nedaleko autobusová zastávka s názvem Gárdonyi ház. Východní stranou hradu prochází již zmíněná železniční trať, která je vedena zářezem v zatáčce.